# 사이고촌 (시즈오카현)
사이고촌(일본어: 西郷村)은 일본 시즈오카현의 서부, 사야군 오가사군에 속했던 촌이다. 현재의 가케카와시 중심부의 북방에 해당한다.

## 역사
- 1889년 4월 1일 - 정촌제 시행에 의해 사야군 사이고촌이 성립하였다.
- 1896년 4월 1일 - 군 개편에 의해 오가사군으로 변경되었다.
- 1954년 3월 31일 - 구라미촌과 합병해, 미카사촌이 성립하여, 동일 사이고촌은 폐지되었다.

## 교통

### 도로
현재는 국도 1호선 가케가와 하이패스의 사이고 나들목이 위치해 있지만, 당시에는 미개통 상태였다. 

## 참고 문헌
- |角川日本地名大辞典 22 静岡県